# Società Sportiva Felice Scandone 2012-2013
Questa voce raccoglie le informazioni riguardanti la Società Sportiva Felice Scandone nelle competizioni ufficiali della stagione 2012-2013.

## Verdetti stagionali
Competizioni nazionali
- Serie A:

stagione regolare: 10º posto su 16 squadre (13-17);

## Stagione
La stagione 2012-2013 della Società Sportiva Felice Scandone sponsorizzata Sidigas, è la 13ª nel massimo campionato italiano di pallacanestro, la Serie A. La nuova stagione si apre con l'ufficializzazione dell'entrata in società della Sidigas, il main-sponsor della squadra.
Il 18 maggio viene costituito il nuovo CDA.
All'inizio della nuova stagione la Lega Basket decise di modificare il regolamento riguardo al numero di giocatori stranieri da schierare contemporaneamente in campo. Si decise così di optare per la scelta della formula con 7 giocatori stranieri di cui massimo 3 non appartenenti a Paesi appartenenti alla FIBA Europe o alla convenzione di Cotonou.
Il 1º giugno viene annunciata la risoluzione del contratto con Francesco Vitucci, che passa a Varese. Il 29 giugno Giorgio Valli viene nominato allenatore per la stagione 2012-2013. Inizialmente per tale incarico era stato scelto Andrea Capobianco, vice-allenatore della nazionale italiana, il quale ha preferito rispettare l'accordo con la FIP.
Il 6 luglio Linton Johnson rinnova il contratto, mentre il 27 luglio viene ufficializzato l'acquisto di Dwight Hardy, MVP del campionato di Legadue nella stagione 2011-2012, il quale non viene tesserato prima del 7 dicembre a causa di problemi burocratici.. Non convocato dalla 16ª giornata, il 15 marzo rescinde il contratto.

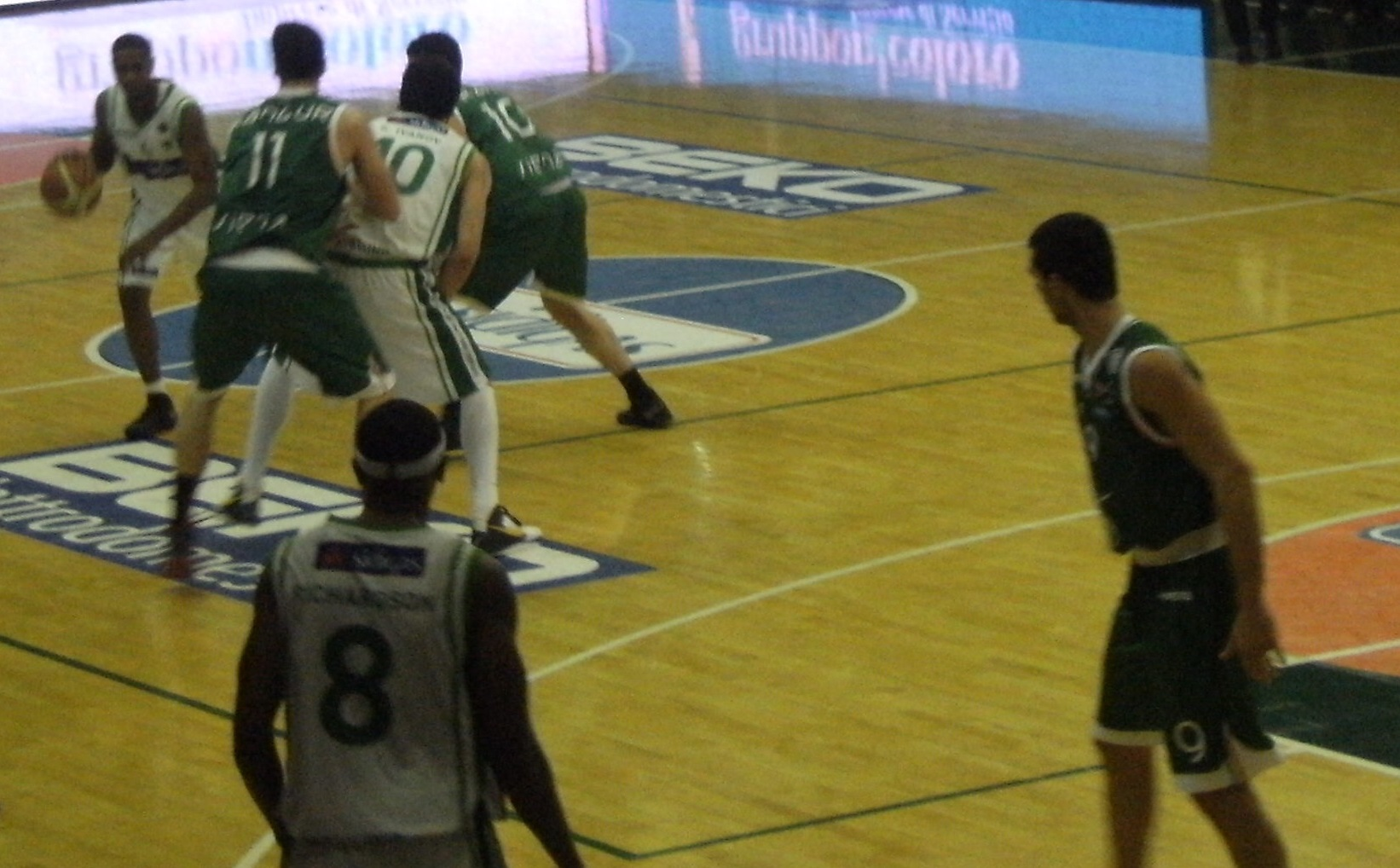
Fase di gioco di Avellino-Siena

Nel mese di agosto vengono ufficializzati gli acquisti di Jeremy Richardson, Nikola Dragović, Ndudi Ebi, (non convocato dalla 12ª giornata, il 5 febbraio rescinde il contratto con la società), Chris Warren (che torna in Irpinia dopo l'esperienza della stagione 2008-09. Non convocato dalla 10ª giornata), Paul Biligha e Nicholas Crow (infortunatosi nel corso del girone di andata, è stato sottoposto ad un intervento chirurgico alla mano destra), entrambi alla prima esperienza in massima serie. Nel mese di settembre vengono tesserati Mustafa Shakur (non convocato dalla 18ª giornata, l'8 marzo rescinde il contratto) e Dan Mavraides, già aggregato alla squadra in occasione delle amichevoli precampionato.
Il 13 novembre, complice l'andamento negativo della squadra in campionato (2 vittorie e 5 sconfitte), viene annunciata la risoluzione del contratto con Giorgio Valli. Il 17 novembre Gianluca Tucci viene nominato capo allenatore fino al termine della stagione. Il 27 novembre firma con la società irpina Taquan Dean. Il 7 dicembre viene ufficializzato il passaggio di Mavraides a Caserta. Il 20 dicembre viene ingaggiato il bulgaro Kalojan Ivanov.
Il 17 gennaio 2013 Cesare Pancotto subentra al dimissionario Gianluca Tucci (che torna a ricoprire il ruolo di assistente) alla guida della squadra. Il 25 gennaio 2013 viene ufficializzato l'accordo con Jaka Lakovič, mentre il 1º febbraio quello con Jimmie Hunter.
Il girone d'andata si conclude con la squadra in quattordicesima posizione in classifica ad 8 punti (8 in meno rispetto alla stagione precedente), non ottenendo la qualificazione alla Coppa Italia dopo cinque partecipazioni consecutive.
Il 17 febbraio, nel corso dell'incontro con Cremona, Linton Johnson riporta uno stiramento del legamento collaterale mediale del ginocchio destro. Il 22 febbraio viene ufficializzato l'accordo con Brandon Brown, che torna in Irpinia dopo l'esperienza della stagione 2005-2006.
Il girone di ritorno si conclude con la squadra in decima posizione in classifica a 26 punti (4 in meno rispetto alla stagione precedente e alla pari con Caserta), distanziata di 6 punti da Venezia, ammessa ai play-off.

## Roster
| Sidigas Avellino 2012-13 | Sidigas Avellino 2012-13 |
| Giocatori                | Staff tecnico            |
| ------------------------ | ------------------------ |

| N. | Naz.                                               | Ruolo | Nome                 | Anno | Alt.   | Peso   |  |
| -- | -------------------------------------------------- | ----- | -------------------- | ---- | ------ | ------ |  |
| 4  | Stati Uniti (bandiera) · Panama (bandiera)         | GA    | Chris Warren         | 1981 | 196 cm | 94 kg  |  |
| 4  | Stati Uniti (bandiera)                             | G     | Jimmie Hunter        | 1977 | 196 cm | 90 kg  |  |
| 5  | Stati Uniti (bandiera)                             | C     | Brandon Brown        | 1981 | 202 cm | 100 kg |  |
| 6  | Italia (bandiera)                                  | AC    | Paul Biligha         | 1990 | 200 cm | 106 kg |  |
| 7  | Slovenia (bandiera)                                | P     | Jaka Lakovič         | 1978 | 186 cm | 84 kg  |  |
| 8  | Stati Uniti (bandiera) · Georgia (bandiera)        | GA    | Jeremy Richardson    | 1984 | 201 cm | 95 kg  |  |
| 9  | Italia (bandiera)                                  | P     | Valerio Spinelli (C) | 1979 | 185 cm | 75 kg  |  |
| 10 | Stati Uniti (bandiera) · Grecia (bandiera)         | PG    | Dan Mavraides        | 1988 | 193 cm | 90 kg  |  |
| 10 | Bulgaria (bandiera)                                | AC    | Kalojan Ivanov       | 1986 | 205 cm | 100 kg |  |
| 12 | Stati Uniti (bandiera) · Rep. del Congo (bandiera) | G     | Dwight Hardy         | 1986 | 186 cm | 88 kg  |  |
| 13 | Italia (bandiera)                                  | AP    | Nicholas Crow        | 1989 | 199 cm | 80 kg  |  |
| 14 | Montenegro (bandiera)                              | AC    | Nikola Dragović      | 1987 | 206 cm | 106 kg |  |
| 20 | Italia (bandiera)                                  | P     | Carmelo Iurato       | 1994 | 190 cm | 83 kg  |  |
| 22 | Stati Uniti (bandiera)                             | P     | Mustafa Shakur       | 1984 | 191 cm | 97 kg  |  |
| 43 | Stati Uniti (bandiera)                             | AC    | Linton Johnson       | 1980 | 203 cm | 93 kg  |  |
| 53 | Nigeria (bandiera) · Regno Unito (bandiera)        | AC    | Ndudi Ebi            | 1984 | 206 cm | 105 kg |  |
| 55 | Stati Uniti (bandiera)                             | G     | Taquan Dean          | 1983 | 193 cm | 90 kg  |  |
| -  | Italia (bandiera)                                  | P     | Antonio Alborea      | 1994 | 165 cm | 70 kg  |  |
| -  | Italia (bandiera)                                  | P     | Alessio D'Argenio    | 1996 | 173 cm |        |  |
| -  | Italia (bandiera)                                  | A     | Davide Granata       | 1995 | 187 cm |        |  |
| -  | Italia (bandiera)                                  | PG    | Fabio Iannicelli     | 1996 | 174 cm |        |  |
| -  | Italia (bandiera)                                  | A     | Gianmarco Ianuale    | 1996 | 192 cm | 85 kg  |  |
| -  | Italia (bandiera)                                  | P     | Gianpaolo Ricci      | 1996 | 190 cm | 82 kg  |  |
| -  | Italia (bandiera)                                  | A     | Alessio Ronconi      | 1995 | 188 cm | 80 kg  |  |
| -  | Italia (bandiera)                                  | C     | Lucio Salafia        | 1994 | 210 cm | 92 kg  |  |
| -  | Italia (bandiera)                                  | PG    | Andrea Spagnuolo     | 1994 | 182 cm | 69 kg  |  |
| -  | Italia (bandiera)                                  | G     | Tommaso Tammaro      | 1994 | 193 cm | 80 kg  |  |

| Allenatore |
| - Giorgio Valli (fino al 13 novembre) - Gianluca Tucci (dal 13 novembre al 17 gennaio) - Cesare Pancotto (dal 17 gennaio)        |
| Assistente/i |
| - Gianluca De Gennaro - Rodolfo Robustelli - Gianluca Tucci (fino al 13 novembre e dal 17 gennaio) Legenda - (C) Capitano Roster |

### Staff tecnico e dirigenziale
- Allenatore: Giorgio Valli (fino al 13 novembre)
- Allenatore: Gianluca Tucci (dal 13 novembre al 17 gennaio)
- Allenatore: Cesare Pancotto (dal 17 gennaio)
- Assistente: Gianluca Tucci (fino al 13 novembre)
- Assistente: Gianluca de Gennaro
- Assistente: Rodolfo Robustelli
- Preparatore atletico: Silvio Barnabà
- Fisioterapista: Giuseppe Calò

- Presidente: Giuseppe Sampietro
- Vicepresidente: Annamaria Malzoni
- Vicepresidente: Gianandrea De Cesare
- Amministratore delegato: Giannandrea De Cesare
- Direttore generale: Antonello Nevola
- Direttore sportivo: Gaetano De Paola
- Addetto agli arbitri: Nino Mondo
- Direttore marketing: Giovanni Scarazzati
- Relazioni esterne: Maria Picariello
- Ufficio stampa: Alfredo Bartoli
- Segreteria sportiva: Gianluca Di Domenico
- Segretaria - responsabile biglietteria: Ilaria Tomaselli
- Responsabile statistiche: Giuseppe Adamo
- Responsabile sito Internet: Alfredo Bartoli
- Resp.le tecnico settore giovanile: Giuseppe Freda
- Dirigente resp.le settore giovanile: Antonello Pellecchia

## Mercato

### Sessione estiva
| Arrivi | Arrivi            | Arrivi                    | Arrivi        |
| R      | Nome              | da                        | Modalità      |
| ------ | ----------------- | ------------------------- | ------------- |
| GA     | Chris Warren      | Cedevita Junior           | definitivo    |
| GA     | Jeremy Richardson | Armia Tbilisi             | definitivo    |
| AC     | Paul Biligha      | Casalpusterlengo          | definitivo    |
| AC     | Nikola Dragović   | Sptk. S. Pietroburgo      | definitivo    |
| AC     | Ndudi Ebi         | Jiangsu Dragons           | definitivo    |
| P      | Mustafa Shakur    | Junior Casale             | definitivo    |
| G      | Dan Mavraides     | Aris Salonicco            | definitivo    |
| G      | Dwight Hardy      | Pistoia Basket            | definitivo    |
| G      | Nicholas Crow     | Orlandina                 | definitivo    |
| G      | Andrea Iannicelli | Magic Team 92 Benevento   | fine prestito |
| C      | Lucio Salafia     | Virtus Ragusa             | definitivo    |
| P      | Carmelo Iurato    | Virtus Ragusa             | prestito      |
| A      | Gianmarco Ianuale | Scuola Basket Vito Lepore | prestito      |
| ALL    | Giorgio Valli     | Sutor Montegranaro        | definitivo    |

| Partenze | Partenze           | Partenze           | Partenze       |
| R        | Nome               | a                  | Modalità       |
| -------- | ------------------ | ------------------ | -------------- |
| P        | Marques Green      | Cedevita Junior    | fine contratto |
| P        | Maurizio Ferrara   | Basket Agropoli    | fine contratto |
| G        | Taquan Dean        | Valencia           | fine contratto |
| C        | Mattia Soloperto   | Fulgor L. Forlì    | fine contratto |
| C        | Jurica Golemac     | Krka Novo mesto    | fine contratto |
| G        | Viktor Gaddefors   | Virtus Bologna     | fine prestito  |
| G        | Alessandro Infanti | Basket Montichiari | fine contratto |
| AG       | Ron Slay           | Scafati Basket     | fine contratto |
| G        | Andrea Iannicelli  | N. Jolly Reggio C. | fine contratto |
| ALL      | Francesco Vitucci  | Pall. Varese       | fine contratto |

### Dopo l'inizio della stagione
| Acquisti | Acquisti        | Acquisti      | Acquisti         | Acquisti   |
| R.       | Nome            | da            | data             | Modalità   |
| -------- | --------------- | ------------- | ---------------- | ---------- |
| G        | Taquan Dean     | Aliağa Petkim | 6 dicembre 2012  | definitivo |
| AC       | Kalojan Ivanov  | Donec'k       | 20 dicembre 2012 | definitivo |
| ALL      | Cesare Pancotto | Free agent    | 17 gennaio 2013  | definitivo |
| P        | Jaka Lakovič    | Galatasaray   | 25 gennaio 2013  | definitivo |
| G        | Jimmie Hunter   | Veroli Basket | 1 febbraio 2013  | definitivo |
| C        | Brandon Brown   | Pall. Trieste | 22 febbraio 2013 | definitivo |

| Cessioni | Cessioni       | Cessioni      | Cessioni         | Cessioni    |
| R.       | Nome           | a             | data             | Modalità    |
| -------- | -------------- | ------------- | ---------------- | ----------- |
| ALL      | Giorgio Valli  | Free agent    | 13 novembre 2012 | risoluzione |
| GA       | Chris Warren   | Bnei Herzliya | 28 novembre 2012 | rescissione |
| AC       | Ndudi Ebi      | Free agent    | 5 febbraio 2013  | rescissione |
| G        | Dan Mavraides  | Juvecaserta   | 7 dicembre 2012  | prestito    |
| P        | Mustafa Shakur | Erie BayHawks | 8 marzo 2013     | rescissione |
| G        | Dwight Hardy   | Barcellona    | 15 marzo 2013    | rescissione |

## Risultati

### Serie A

#### Regular season

##### Girone di andata
| Arbitri: | Gianluca Mattioli (Pesaro) Dino Seghetti (Livorno) Gianluca Sardella (Rimini) |

|                                       |            |                                |
| Richardson 23 Spinelli 13 Dragović 11 | Punti      | 17 Burns 15 Cinciarini 15 Slay |
| Mavraides, Shakur, Spinelli 3         | Assist     | 4 Di Bella                     |
| Johnson 11                            | Rimbalzi   | 6 Burns                        |
| Giorgio Valli                         | Allenatori | Carlo Recalcati                |

| Arbitri: | Guerrino Cerebuch (Trieste) Mauro Pozzana (Udine) Denny Borgioni (Roma) |

|                               |            |                                 |
| Dunston 18 Polonara 17 Ere 15 | Punti      | 18 Dragović 16 Warren 14 Shakur |
| Green 5                       | Assist     | 4 Spinelli                      |
| Dunston, Ere 8                | Rimbalzi   | 13 Dragović                     |
| Frank Vitucci                 | Allenatori | Giorgio Valli                   |

| Arbitri: | Paolo Taurino (Vignola) Dino Seghetti (Livorno) Davide Ramilli (Forlì) |

|                              |            |                               |
| Ebi 19 Dragović 18 Warren 16 | Punti      | 12 Cook 10 Hendrix 9 Hairston |
| Shakur 7                     | Assist     | 3 Cook, Gentile               |
| Ebi 11                       | Rimbalzi   | 8 Gentile                     |
| Giorgio Valli                | Allenatori | Sergio Scariolo               |

| Arbitri: | Roberto Begnis (Crema) Alessandro Vicino (Argelato) Gianluca Sardella (Rimini) |

|                               |            |                                  |
| Harris 30 Jackson 14 Kotti 12 | Punti      | 19 Ebi 18 Dragović 18 Richardson |
| Vitali 6                      | Assist     | 4 Shakur                         |
| Harris 11                     | Rimbalzi   | 11 Ebi                           |
| Attilio Caja                  | Allenatori | Giorgio Valli                    |

| Arbitri: | Roberto Chiari (Ponzano Veneto) Luca Weidmann (Campobasso) Alessandro Terreni (Vicenza) |

|                                        |            |                             |
| Richardson 23 Mavraides 14 Dragović 14 | Punti      | 19 Gigli 19 Smith 16 Minard |
| Shakur 6                               | Assist     | 4 Minard                    |
| Ebi 7                                  | Rimbalzi   | 10 Minard                   |
| Giorgio Valli                          | Allenatori | Alex Finelli                |

| Arbitri: | Paolo Taurino (Vignola) Paolo Quacci (Albuzzano) Massimiliano Duranti (Càscina) |

|                                |            |                                        |
| Tyus 17 Leunen 16 Mazzarino 12 | Punti      | 14 Richardson 13 Mavraides 11 Dragović |
| Tabu 7                         | Assist     | 5 Mavraides                            |
| Tabu 11                        | Rimbalzi   | 10 Dragović                            |
| Andrea Trinchieri              | Allenatori | Giorgio Valli                          |

| Arbitri: | Enrico Sabetta (Termoli) Marco Giansanti (Roma) Guido Federico Di Francesco (Termoli) |

|                                      |            |                               |
| D. Diener 20 Thornton 16 Ignerski 15 | Punti      | 23 Ebi 14 Shakur 12 Mavraides |
| D. Diener 10                         | Assist     | 4 Spinelli                    |
| D. Diener, Ignerski 6                | Rimbalzi   | 13 Ebi                        |
| Romeo Sacchetti                      | Allenatori | Giorgio Valli                 |

| Arbitri: | Guerrino Cerebuch (Trieste) Massimiliano Filippini (San Lazzaro) Maurizio Biggi (Cavenago di Brianza) |

|                                           |            |                                     |
| Richardson 18 Ebi 14 Spinelli, Johnson 12 | Punti      | 22 Brackins 15 Johnson 14 Mavunga   |
| Shakur, Spinelli 5                        | Assist     | 5 Chrysikopoulos, Johnson, Robinson |
| Johnson 13                                | Rimbalzi   | 7 Jaramaz                           |
| Gianluca Tucci                            | Allenatori | Massimo Cancellieri                 |

| Arbitri: | Paolo Taurino (Vignola) Paolo Quacci (Albuzzano) Denny Borgioni (Roma) |

|                                    |            |                                  |
| Shakur 26 Johnson 15 Richardson 14 | Punti      | 21 Viggiano 14 Gibson 8 Reynolds |
| Shakur 6                           | Assist     | 11 Reynolds                      |
| Johnson 18                         | Rimbalzi   | 8 Robinson                       |
| Gianluca Tucci                     | Allenatori | Piero Bucchi                     |

| Arbitri: | Tolga Sahin (Messina) Alessandro Vicino (Argelato) Maurizio Biggi (Cavenago di Brianza) |

|                               |            |                                |
| Kangur 22 Brown 20 Janning 18 | Punti      | 15 Shakur 14 Richardson 10 Ebi |
| Brown 8                       | Assist     | 5 Shakur                       |
| Sanik'idze 5                  | Rimbalzi   | 6 Johnson, Shakur              |
| Luca Banchi                   | Allenatori | Gianluca Tucci                 |

| Arbitri: | Guerino Cerebuch (Trieste) Luca Weidmann (Campobasso) Alessandro Terreni (Vicenza) |

|                                 |            |                           |
| Shakur 21 Richardson 13 Dean 10 | Punti      | 21 Goss 20 Datome 16 Czyż |
| Spinelli 4                      | Assist     | 2 Goss, Jones             |
| Johnson 11                      | Rimbalzi   | 7 Czyż                    |
| Gianluca Tucci                  | Allenatori | Marco Calvani             |

| Arbitri: | Roberto Chiari (Ponzano) Alessandro Vicino (Bologna) Mark Bartoli (Trieste) |

|                                     |            |                                       |
| Antonutti 24 James 17 Cinciarini 17 | Punti      | 11 Shakur 11 Ivanov 10 Hardy, Johnson |
| Cinciarini 4                        | Assist     | 3 Johnson                             |
| Antonutti, Cinciarini 5             | Rimbalzi   | 10 Johnson                            |
| Massimiliano Menetti                | Allenatori | Gianluca Tucci                        |

| Arbitri: | Tolga Sahin (Messina) Massimiliano Filippini (San Lazzaro) Gabriele Bettini (Bologna) |

|                                          |            |                                   |
| Spinelli 20 Johnson 16 Ivanov, Shakur 12 | Punti      | 20 Mordente 17 Gentile 15 Jelovac |
| Ivanov 3                                 | Assist     | 4 Mordente                        |
| Ivanov 10                                | Rimbalzi   | 10 Jelovac                        |
| Gianluca Tucci                           | Allenatori | Stefano Sacripanti                |

| Arbitri: | Guerrino Cerebuch (Trieste) Saverio Lanzarini (Bologna) Manuel Mazzoni (Grosseto) |

|                                |            |                               |
| Young 23 Rosselli 15 Bowers 10 | Punti      | 21 Ivanov 17 Dean 13 Spinelli |
| Rosselli 4                     | Assist     | 6 Spinelli                    |
| Young 5                        | Rimbalzi   | 9 Johnson                     |
| Andrea Mazzon                  | Allenatori | Gianluca Tucci                |

| Arbitri: | Roberto Chiari (Ponzano Veneto) Emanuele Aronne (Viterbo) Guido Federico Di Francesco (Termoli) |

|                             |            |                                      |
| Dean 19 Johnson 15 Hardy 10 | Punti      | 22 Stipčević 22 Barbour 15 Crosariol |
| Dean 3                      | Assist     | 5 Stipčević                          |
| Johnson 8                   | Rimbalzi   | 6 Crosariol                          |
| Gianluca Tucci              | Allenatori | Zare Markovski                       |

##### Girone di ritorno
| Arbitri: | Roberto Begnis (Crema) Luca Weidmann (Campobasso) Gianluca Calbucci (Pomezia) |

|                                                    |            |                                   |
| Burns 17 Cinciarini 16 Amoroso, Johnson, Steele 12 | Punti      | 17 Richardson 12 Ivanov 12 Shakur |
| Slay, Steele 3                                     | Assist     | 5 Spinelli                        |
| Amoroso 7                                          | Rimbalzi   | 8 Ivanov                          |
| Carlo Recalcati                                    | Allenatori | Cesare Pancotto                   |

| Arbitri: | Paolo Taurino (Vignola) Alessandro Vicino (Argelato) Davide Ramilli (Forlì) |

|                                  |            |                               |
| Richardson 17 Dean 16 Lakovič 14 | Punti      | 23 Banks 17 Polonara 15 Green |
| Lakovič 9                        | Assist     | 5 Green                       |
| Johnson 10                       | Rimbalzi   | 5 Ere, Polonara               |
| Cesare Pancotto                  | Allenatori | Francesco Vitucci             |

| Arbitri: | Enrico Sabetta (Termoli) Saverio Lanzarini (Bologna) Denny Borgioni (Roma) |

|                                      |            |                                    |
| Mpourousīs 25 Hairston 17 Chiotti 13 | Punti      | 13 Richardson 11 Biligha 9 Lakovič |
| Green 4                              | Assist     | 2 Spinelli                         |
| Mpourousīs 9                         | Rimbalzi   | 7 Biligha                          |
| Sergio Scariolo                      | Allenatori | Cesare Pancotto                    |

| Arbitri: | Paolo Taurino (Vignola) Luca Weidmann (Campobasso) Mauro Pozzana (Udine) |

|                                            |            |                              |
| Richardson 20 Dean 15 Lakovič, Spinelli 14 | Punti      | 17 Vitali 16 Harris 14 Chase |
| Lakovič 8                                  | Assist     | 6 Vitali                     |
| Ivanov 9                                   | Rimbalzi   | 6 Harris                     |
| Cesare Pancotto                            | Allenatori | Luigi Gresta                 |

| Arbitri: | Giampaolo Cicoria (Milano) Gianluca Sardella (Rimini) Alessandro Terreni (Vicenza) |

|                                |            |                              |
| Hasbrouck 21 Poeta 15 Smith 15 | Punti      | 19 Dean 12 Brown 11 Spinelli |
| Poeta 4                        | Assist     | 5 Dragović                   |
| Gaddefors, Rocca 6             | Rimbalzi   | 10 Dean                      |
| Luca Bechi                     | Allenatori | Cesare Pancotto              |

| Arbitri: | Roberto Chiari (Ponzano Veneto) Tolga Sahin (Messina) Evangelista Caiazza (Arzano) |

|                 |            |                |
| Cesare Pancotto | Allenatori | Bruno Arrigoni |

| Arbitri: | Carmelo Paternicò (Piazza Armerina) Alessandro Vicino (Argelato) Mark Bartoli (Trieste) |

|                                     |            |                                                          |
| Richardson 17 Ivanov 17 Dragović 14 | Punti      | 20 T. Diener 13 D. Diener 12 Ignerski, Thornton, Vanuzzo |
| Lakovič 9                           | Assist     | 7 T. Diener                                              |
| Ivanov 10                           | Rimbalzi   | 7 D. Diener                                              |
| Cesare Pancotto                     | Allenatori | Meo Sacchetti                                            |

| Arbitri: | Guerrino Cerebuch (Trieste) Tolga Sahin (Messina) Davide Ramilli (Forlì) |

|                                 |            |                                   |
| Pinkney 30 Rochestie 20 Jurak 9 | Punti      | 25 Dragović 13 Dean 12 Richardson |
| Jurak 4                         | Assist     | 5 Hunter                          |
| Pinkney 10                      | Rimbalzi   | 9 Dragović                        |
| Massimo Cancellieri             | Allenatori | Cesare Pancotto                   |

| Arbitri: | Paolo Taurino (Vignola) Paolo Quacci (Albuzzano) Massimiliano Duranti (Càscina) |

|                                            |            |                                |
| Gibson 28 Reynolds 13 Robinson, Simmons 12 | Punti      | 24 Dean 14 Richardson 13 Brown |
| Reynolds 6                                 | Assist     | 6 Spinelli                     |
| Robinson 14                                | Rimbalzi   | 8 Dragović                     |
| Piero Bucchi                               | Allenatori | Cesare Pancotto                |

| Arbitri: | Guerrino Cerebuch (Trieste) Alessandro Martolini (Roma) Denny Borgioni (Roma) |

|                                |            |                            |
| Lakovič 19 Ivanov 15 Hunter 14 | Punti      | 20 Brown 16 Kangur 10 Moss |
| Hunter 3                       | Assist     | 3 Rašić                    |
| Ivanov 10                      | Rimbalzi   | 8 Kangur                   |
| Cesare Pancotto                | Allenatori | Luca Banchi                |

| Arbitri: | Saverio Lanzarini (Bologna) Gianluca Mattioli (Pesaro) Luca Weidmann (Campobasso) |

|                           |            |                                  |
| Goss 15 Datome 14 Czyż 11 | Punti      | 23 Lakovič 16 Dean 13 Richardson |
| Taylor 8                  | Assist     | 4 Lakovič                        |
| Datome, Jones 7           | Rimbalzi   | 19 Ivanov                        |
| Marco Calvani             | Allenatori | Cesare Pancotto                  |

| Arbitri: | Massimiliano Filippini (San Lazzaro) Alessandro Martolini (Roma) Guido Federico Di Francesco (Termoli) |

|                                    |            |                              |
| Johnson 17 Ivanov 13 Richardson 12 | Punti      | 17 Taylor 13 Bell 12 Brunner |
| Lakovič 6                          | Assist     | 5 Cinciarini                 |
| Ivanov 16                          | Rimbalzi   | 9 Brunner                    |
| Cesare Pancotto                    | Allenatori | Massimiliano Menetti         |

| Arbitri: | Paolo Taurino (Vignola) Manuel Mazzoni (Grosseto) Mauro Pozzana (Udine) |

|                                    |            |                                    |
| Jelovac 24 Gentile 16 Michelori 10 | Punti      | 26 Lakovič 20 Ivanov 14 Richardson |
| Gentile, Mordente 3                | Assist     | 3 Dean, Lakovič                    |
| Jelovac, Mavraides 5               | Rimbalzi   | 12 Ivanov                          |
| Stefano Sacripanti                 | Allenatori | Cesare Pancotto                    |

| Arbitri: | Carmelo Lo Guzzo (Pisa) Gianluca Sardella (Rimini) Emanuele Aronne (Viterbo) |

|                               |            |                                |
| Dean 20 Dragović 16 Ivanov 14 | Punti      | 28 Szewczyk 15 Clark 14 Bowers |
| Lakovič 7                     | Assist     | 7 Clark                        |
| Dragović 10                   | Rimbalzi   | 7 Bowers                       |
| Cesare Pancotto               | Allenatori | Andrea Mazzon                  |

| Arbitri: | Paolo Taurino (Vignola) Roberto Chiari (Ponzano Veneto) Alessandro Vicino (Argelato) |

|                                     |            |                                      |
| Stipčević 31 Barbour 22 Cavaliero 8 | Punti      | 21 Richardson 18 Dragović 14 Lakovič |
| Amici 3                             | Assist     | 3 Hunter, Lakovič                    |
| Crosariol, Traini 6                 | Rimbalzi   | 16 Dragović                          |
| Zare Markovski                      | Allenatori | Cesare Pancotto                      |